# Wilhelminadorp (Goes)
Wilhelminadorp (Zeeuws 't Wulleminadurp) is een klein dorp in de gemeente Goes, in de Nederlandse provincie Zeeland. Het dorp heeft 755 inwoners (2023).

## Geschiedenis
Wilhelminadorp ontstond in 1812 toen de Wilhelminapolder werd bedijkt. Oorspronkelijk heette de polder Lodewijkspolder, omdat Lodewijk Napoleon in 1809 besloot het gebied in te polderen. In 1815 kreeg de polder zijn huidige naam, naar de echtgenote van Koning Willem I. In deze polder werd slechts één landbouwbedrijf gevestigd, de Koninklijke Maatschap de Wilhelminapolder. Dit bedrijf bestaat nog steeds en was een van de grootste landbouwbedrijven van Nederland. Het bedrijf beslaat een oppervlakte van 1700 hectare, waarvan ruim 1300 hectare akkerbouwgrond.

## Ligging
Wilhelminadorp ligt aan het kanaal van Goes naar de Oosterschelde. De buurtschappen Goese Sas, dat aan de monding van dit kanaal ligt, en Roodewijk horen bij Wilhelminadorp.

## Cultuur
Bij Wilhelminadorp is het restaurant Katseveer gevestigd, dat in 2005 een Michelinster ontving.
De hervormde kerk in het dorp is gebouwd naar een ontwerp van Isaäc Warnsinck.
Het KNMI had van 1962 tot 2014 een officieel weerstation in Wilhelminadorp. Sinds september 2017 is er weer een operationeel weerstation in Wilhelminadorp nu aan de Oude Veerweg.

## Geboren in Wilhelminadorp
- Arie Pieter Minderhoud (1902 - 1980), landbouwkundige
- Jaap Toorenaar (1954), reclameman en schrijver